# Radioliză
Radioliza este fenomenul de disociere a moleculelor sub acțiunea radiațiilor ionizante. Este un exemplu clasic de proces aparținând domeniului chimiei radiațiilor. 
Procesul are loc în prezența unui flux ridicat de radiații nucleare, de exemplu în bazinele de răcire a combustibilului nuclear epuizat, în depozite de minereuri radioactive aflate în contact cu soluții apoase etc.  

## Radioliza apei și a soluțiilor apoase
Dintre toate reacțiile chimice bazate pe radiații care au fost studiate, poate cea mai importantă este descompunerea radiolitică a apei și a soluțiilor apoase. Expusă radiațiilor, apa suferă o secvență de procese de descompunere și recombinare în intermediari precum peroxidul de hidrogen, radicali hidratați liberi de hidrogen, electroni hidratați și diverși compuși ai oxigenului (de exemplu ozonul  — când se transformă înapoi în oxigen eliberează o mare cantitate de energie). Descompunerea este produsă în principal de particule alfa și  — într-o mai mică măsură  — de radiația beta. Și radiația gamma poate produce radioliza apei, în special în prezența unor compuși anorganici sau organometalici cu rol catalitic.

### Mecanismul reacției de radioliză a apei
Diferența majoră între radioliză și electroliză constă în faptul că radiația ionizantă poate induce mai curând formarea de radicali liberi (în contrast cu electroliza, când formarea perechi de ioni este favorizată), care se recombină ulterior:
~~~→ H2O → H2O* → H• + HO•
~~~→ H2O → H2O+ + e-
H2O + e- → H2O-
H2O+ + H2O- →  2 H2O* → 2 H• + 2 HO•
H• + H• → H2
HO• + HO• → H2O + O
HO• + HO• →  HO2• + H•
H• + O → HO•
În prezența unui catalizator X, procesul poate fi accelerat:
~~~→ X → X* (stare activată)
~~~→ H2O → H2O * (stare activată)
X* + H2O* → [H2O*X] ** (compus activat la suprafață)
[H2O*X] ** → H• + HO• + X + hν ...

### Radioliza fluidelor biologice
Radioliza este un fenomen care trebuie avut în vedere la tratamentul împotriva diverselor tipuri de cancer prin radioterapie sau alfa-imunoterapie. Practic, peroxidul de hidrogen format poate induce acidifierea fluidelor biologice. De asemenea, radicalii liberi pot ataca secvențele de ADN, provocănd mutații. Fenomene asemenătoare se pot produce în cazul expunerii accidentale la surse de radiații, interne sau externe.

### Conservarea alimentelor prin iradiere
Iradierea alimentelor este procesul de expunere a alimentelor și ambalajelor alimentare la radiații ionizante. Radiațiile ionizante prezintă avantajul că energia poate fi transmisă fără contact direct între produsul alimetar și sursa de energie (radiații), eliminându-se astfel riscul contaminării radioactive. Iradierea reduce riscul de infecții și alterare a alimentelor, fără a produce radioactivitate indusă în alimentele astfel tratate. Este un proces dovedit a fi sigur, neprovocând reacții chimice care să modifice aspectul sau caracteristicile nutritive ale alimentelor.
La interacția cu materia, o parte din legăturile chimice din compusul țintă sunt alterate (rupte) prin radioliză, formăndu-se radicali cu timp de viață foarte scurt. Acești radicali pot cauza diverse modificări chimice prin asociere/disociere la moleculele înconjurătoare. Când astfel de evenimente de ciocnire conduc la alterarea ADN-ului sau ARN-ului, reproducerea eficientă devine puțin probabilă; în plus, atunci când coliziunile au loc în interiorul celulelor, diviziunea celulară nu mai are loc. Energia fluxurilor utilizate la iradierea alimentelor (limitele energetice maxim acceptate sunt de 10 MeV pentru electroni, respectiv 5 MeV pentru radiația X (7,5 MeV în SUA) și radiații gama emise de surse de 60Co) nu poate induce radioactivate alimentelor. Pe de altă parte, acestă energie este suficientă pentru formarea produșilor de radioliză și a radicalilor liberi. 

### Radioliza și deșeurile radioactive
Activitatea combustibilului nuclear epuizat ca deșeu radioactiv de clasă C este semnificativă imediat după scoaterea din reactor. Într-o primă etapă, acesta este supus „răcirii”, fiind depozitat în bazine cu apă pentru o perioadă de câteva luni. Datorită procesului de radioloză, este generat hidrogen molecular, fapt nedorit din cauza caracterului său exploziv. De asemenea, prin generare de peroxid de hidrogen, pH-ul se modifică de la neutru către acid, inducând fenomenul de coroziune a componentelor metalice.

## Procesul de radioliză în mineralogie
Există un număr important de minerale secundare ale uraniului care conțin ion peroxo. Practic, originea acestuia este tocmai procesul de radioliză a apei cauzat de către particulele alfa emise de către uraniu și produșii săi de dezintegrare radioactivi. Radicalul peroxo poate oxida uraniul tetravalent la forma hexavalentă (uranil), în timp ce anionul hidroxil poate participa la legătura chimică.